# Yuji Ide
 (juillet 2025).
Si vous disposez d'ouvrages ou d'articles de référence ou si vous connaissez des sites web de qualité traitant du thème abordé ici, merci de compléter l'article en donnant les références utiles à sa vérifiabilité et en les liant à la section « Notes et références ».
Yūji Ide (井出 有治, Ide Yūji), né le 21 janvier 1975 à Saitama (Japon), est un pilote automobile japonais.

## Biographie

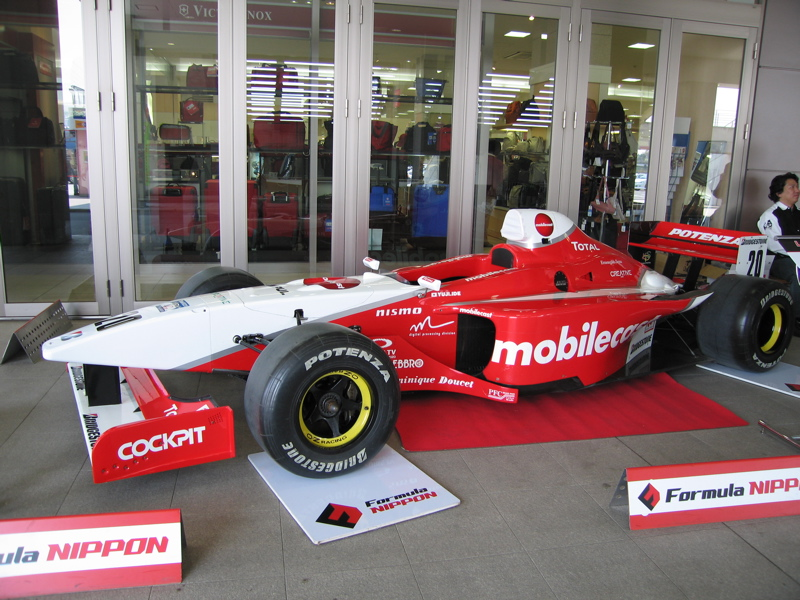
La Formula Nippon Lola B351 de 2005 de Yuji Ide

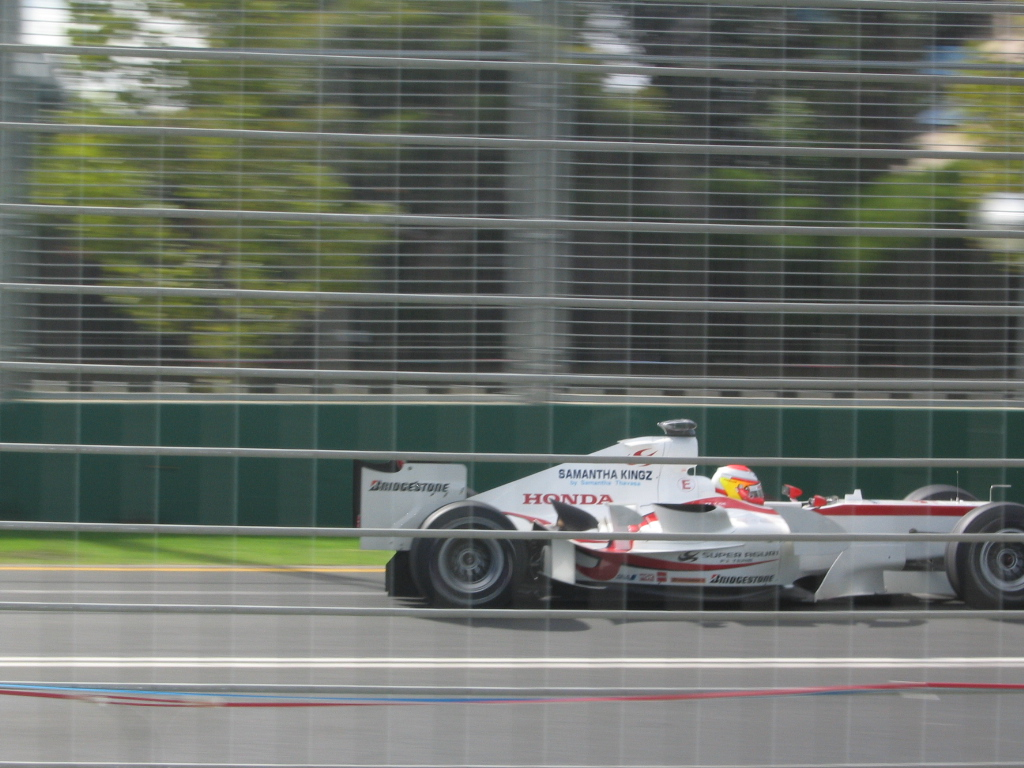
Yūji Ide lors du GP d'Australie 2006.

Yūji Ide commence sa carrière de pilote par le biais du karting, en 1990. Passé à l'automobile en 1994, il dispute les championnats japonais de Formule 3 et de Grand Tourisme. Après une incursion victorieuse en 1999 dans le championnat de Formula Dream où il termine champion, il revient à la Formule 3 en 2000 et devient vice-champion du Japon. Septième du championnat de France de Formule 3 en 2002, au sein de l'équipe Signature Team, il rentre au Japon participer au championnat de Formula Nippon ; septième du championnat pour sa première saison dans la catégorie en 2003, Yūji Ide termine troisième en 2004 avec une victoire. En 2005, il prend la deuxième place du championnat avec deux victoires.
Considéré comme une valeur sûre du sport automobile japonais, Yūji Ide est choisi, début 2006, à 31 ans, pour débuter en Formule 1 au sein de la nouvelle écurie japonaise Super Aguri F1, créée en un temps record par l'ancien pilote japonais Aguri Suzuki, avec le soutien de Honda. Au volant d'une monoplace qui date de 2002 (Super Aguri ayant racheté les anciennes monoplaces de la défunte écurie Arrows), Ide est logiquement réduit à se battre en fond de grille. Toutefois, l'important écart de performance avec son coéquipier Takuma Satō, son manque de maîtrise en piste et le fait de mal parler l'anglais lui valent d'être rapidement contesté. Les critiques culminent à l'issue du Grand Prix de Saint-Marin où il provoque la violente sortie de piste du pilote Midland F1 Racing Christijan Albers après une mauvaise manœuvre. Plusieurs figures emblématiques de la Formule 1, dont Stirling Moss, demandent la suspension de sa superlicence. Quelques jours avant le Grand Prix d'Europe, suivant les recommandations de la FIA, son employeur le remplace par Franck Montagny puis, le 10 mai 2006, la FIA annonce qu'elle suspend la superlicence de Ide jusqu'à la fin de la saison.
Depuis juillet 2006, Yūji Ide est de retour dans le championnat de Formula Nippon et fait quelques apparitions en Super GT. Il a notamment réalisé une deuxième place aux 1 000 km de Suzuka 2008.

## Résultats en championnat du monde de Formule 1
| Saison | Écurie                     | Châssis | Moteur   | Pneus       | GP disputés | Points inscrits | Classement |
| ------ | -------------------------- | ------- | -------- | ----------- | ----------- | --------------- | ---------- |
| 2006   | Super Aguri Formula 1 Team | SA05    | Honda V8 | Bridgestone | 4           | 0               | n.c.       |

| 2006          | Super Aguri F1 Team | Super Aguri SA05 | Honda RA806E 2.4 V8 | BHR Abd. | MAL Abd. | AUS 13 | SMR Abd. | EUR | ESP | MON | GBR | CAN | USA | FRA | GER | HUN | TUR | ITA | CHN | JPN | BRA | 25e | 0 |
| Légende : ici |                     |                  |                     |          |          |        |          |     |     |     |     |     |     |     |     |     |     |     |     |     |     |     |   |